# Heliconius melittus
Heliconius melittus är en fjärilsart som beskrevs av Otto Staudinger 1896. Heliconius melittus ingår i släktet Heliconius och familjen praktfjärilar. Inga underarter finns listade i Catalogue of Life.